# The Lemonheads
A The Lemonheads amerikai rockegyüttes. 1986-ban alakultak Bostonban. 1997-ben feloszlottak, 2005-ben újraalakultak. Alternatív rock, punk rock és power pop műfajokban játszanak. Korábban "The Whelps" volt a nevük, majd egy cukorka nyomán The Lemonheads-re változtatták a nevüket. Első nagylemezüket 1987-ben adták ki. Ötödik albumuk szerepel az 1001 lemez, amelyet hallanod kell, mielőtt meghalsz  című könyvben. Az együttes hullámzó felállással rendelkezett. Korábban punk rock hangzással rendelkeztek, későbbi albumaik inkább az alternatív rock stílusba sorolhatóak.

## Diszkográfia
- Hate Your Friends (1987)
- Creator (1988)
- Lick (1989)
- Lovey (1990)
- It's a Shame About Ray (1992)
- Come On Feel the Lemonheads (1993)
- Car Button Cloth (1996)
- The Lemonheads (2006)
- Varshons (2009)
- Varshons 2 (2019)